# Patrimoni dell'umanità dello Zambia
I patrimoni dell'umanità dello Zambia sono i siti dichiarati dall'UNESCO come patrimonio dell'umanità in Zambia, che è divenuto parte contraente della Convenzione sul patrimonio dell'umanità il 4 giugno 1984.
Al 2022 un solo sito è iscritto nella Lista dei patrimoni dell'umanità: Mosi-oa-Tunya/Cascate Vittoria, scelte nel 1989 in occasione della tredicesima sessione del comitato del patrimonio mondiale. Sette sono invece le candidature per nuove iscrizioni.

## Siti del Patrimonio mondiale
| Foto | Sito                           | Luogo                                   | Tipo                      | Anno | Descrizione |
| ---- | ------------------------------ | --------------------------------------- | ------------------------- | ---- | --- |
|      | Mosi-oa-Tunya/Cascate Vittoria | Livingstone (condiviso con lo Zimbabwe) | Naturale (509; vii, viii) | 1989 | Queste sono tra le cascate più spettacolari del mondo. Il fiume Zambesi, che in questo punto è largo più di 2 km, precipita rumorosamente in una serie di gole di basalto e solleva una nebbia iridescente che può essere vista a più di 20 km di distanza. |

## Siti candidati
| Foto | Sito                                                                      | Luogo                 | Tipo                             | Anno       | Descrizione |
| ---- | ------------------------------------------------------------------------- | --------------------- | -------------------------------- | ---------- | --- |
|      | Memoriale di Dag Hammarskjöld (sito dell'incidente)                       | Ndola                 | Culturale (867; i, ii)           | 11/06/1997 | Il memoriale segna il luogo dell'incidente aereo in cui Dag Hammarskjöld, il secondo Segretario generale delle Nazioni Unite (1953-1961), fu ucciso il 17 settembre 1961 durante una missione che tentava di portare la pace nell'attuale Repubblica Democratica del Congo. Nel sito dell'incidente è stato allestito un giardino commemorativo con un tumulo al centro e un prato intorno con una cintura di arbusti e alberi sul cerchio esterno. |
|      | Sito archeologico delle cascate Kalambo (sito d'insediamento preistorico) | Distretto di Mbala    | Culturale (868; i, ii)           | 11/06/1997 | Il sito, situato nei pressi delle Cascate Kalambo, è stato scavato dal professor John Desmond Clark durante il periodo 1956-1959. Gli scavi condotti nei fondali lacustri hanno messo in luce una sequenza di strumenti d'industria litica che va dalla prima età della pietra fino all'età del ferro, per la maggior parte stratificata in livelli di vita. |
|      | Foresta fossile di Chirundu                                               | Distretto di Chirundu | Naturale (5424; vii, viii)       | 10/03/2009 | Il sito presenta superbi tronchi d'albero fossilizzati che misurano fino a 1,2 m di diametro classificati come Dadyoxlon sp. e Rhexoxylon africanum che sono difficili da distinguere ad occhio nudo. Il tipo di roccia principale qui è sedimentario: arcosi di ciottoli rossi (arenarie immature) formati durante i tempi del Karoo Superiore (Giurassico), che mostrano alternanza di strati sedimentari grossolani e fini. |
|      | Pitture rupestri di Mwela                                                 | Distretto di Kasama   | Culturale (5425; iii, v, vi)     | 10/03/2009 | Gli affioramenti formano parte del margine di un altopiano a est della città di Kasama. Il sito, inciso da abbondanti corsi d'acqua, si estende per oltre 100 Km². Più di 1000 pitture rupestri sono state rinvenute negli affioramenti rocciosi, rendendo il Monumento nazionale delle pitture rupestri di Mwela come una delle più dense concentrazioni di arte rupestre in Africa. I dipinti sono associati alla tarda età della pietra. |
|      | Cascate Kalambo                                                           | Distretto di Mbala    | Misto (5426; iii, iv, vii, viii) | 10/03/2009 | Le cascate del Kalambo non sono solo conosciute in Africa come la seconda cascata più alta, ma anche come un sito culturale ricco di resti archeologici. Il suo unico salto ininterrotto misura 221 metri di altezza. Le cascate si trovano sul bordo della scarpata della fossa tettonica del lago Tanganica vicino all'angolo sud-orientale del lago stesso a un'altitudine di 1150 m. |
|      | Sorgente dello Zambesi                                                    | Distretto di Ikelenge | Naturale (5427; x)               | 10/03/2009 | Il Monumento nazionale della sorgente dello Zambesi protegge la sorgente del fiume più lungo dello Zambia e del quarto fiume più lungo dell'Africa, lo Zambesi, che si estende su una distanza di 3 500 chilometri fino all'Oceano Indiano formando un bacino condiviso da 8 paesi. La vegetazione nell'area centrale della riserva è formata dalla palude/foresta ripariale che copre la sorgente del fiume Zambesi. È un habitat importante per quanto riguarda la biodiversità. |
|      | Paesaggio culturale Barotse                                               | Provincia Occidentale | Culturale (5428; iii, v)         | 10/03/2009 | Nel Barotseland la combinazione di golene e aree più elevate ha fornito la piattaforma naturale per gli insediamenti umani tradizionali e per la famosa cerimonia Kuomboka: un evento annuale nel paesaggio ancestrale. Quando la pianura è completamente allagata, il Litunga (re) dei Lozi e tutti gli abitanti della pianura navigano accompagnati da musiche e danze tradizionali fino agli altopiani di Limulunga, dove viene stabilita una capitale simile alla tradizionale Lealui. Il viaggio inverso verso Lealui è un'altra cerimonia nota come Kufuluhela. Il paesaggio ha varie risorse che includono spettacolari canali artificiali, tumuli naturali e artificiali, case e palazzi tradizionali, santuari e altri siti sacri e oggetti di particolare significato utilizzati principalmente come parte dei rituali e cerimonie, strade e sentieri, corpi idrici naturali, isole, sbarramenti, alberi, erbe e fauna varia. |